# Lingua vandalica
La lingua vandalica o vandala, detta anche, più semplicemente, vandalico o, ma ambiguamente, vandalo, è una lingua germanica estinta tradizionalmente ascritta al ramo orientale della famiglia, del quale sono riconosciuti come membri anche il gotico e il frammentario e incerto burgundo. Fu in uso presso la popolazione germanica orientale dei Vandali, da cui il nome, in un periodo compreso approssimativamente tra l'inizio del III e la fine del VI secolo.
Data la natura estremamente lacunosa e rapsodica delle fonti dirette, si conosce molto poco della lingua vandalica, a parte il fatto che si trattava verosimilmente di una lingua germanica orientale fortemente affine, sebbene sotto certi aspetti distinta, alla lingua gotica per ragioni areali, culturali e storico-geografiche.

## Storia linguistica
In seguito a svariati spostamenti e scontri con l'Impero romano e una volta sfondata la linea difensiva romana, i Vandali, divisi storiograficamente in Asdingi e Silingi, riuscirono i primi a stanziarsi nella Galizia imperiale (all'epoca comprendente Portogallo settentrionale e Galizia moderna) e i secondi in Spagna meridionale (cioè in Andalusia), seguendo altri popoli germanici e non germanici (Visigoti, Alani e Suebi), per poi spostarsi congiuntamente in Nordafrica nel 429 e lì fondare un proprio regno in coabitazione con gli iranici Alani, ormai inquadrati nella società vandala. Lungo l'itinerario percorso, il vandalico venne influenzato dal latino e si arricchì di nuovi vocaboli, anche se, ad un più attento sguardo, interferenze linguistiche possono essere individuate a tutti i livelli di analisi; per converso, la lingua barbarica non mancò di esercitare una propria pressione sulla lingua classica, che assorbì alcuni nuovi elementi lessicali. Il vandalico, naturalmente mai affermatosi nei territori che funsero da provvisorie tappe della migrazione, declinò vistosamente a partire dalla caduta del regno provocata e sancita dalla riscossa bizantina, estinguendosi definitivamente pochi decenni dopo e sicuramente entro la fine del VI secolo.

## Testimonianze del vandalico
Non esistono documenti scritti in vandalico e tantomeno una letteratura in lingua originale, bensì soltanto scarse testimonianze sparse nelle fonti classiche e nelle epigrafi, spesso pesantemente latinizzate o comunque adattate:
- La testimonianza più nota e più sicura è l'espressione froia arme («Signore, pietà»), contenuta nella Collatio beati Augustini cum Pascentio ariano;
- Un'altra testimonianza è rappresentata dal primo verso dell'epigramma 285 (intitolato De conviviis barbaris) contenuto nell'Anthologia Latina, contenente cinque parole un tempo ritenute gotiche e oggi vandaliche. Il verso recita così: inter eils goticum scapia matzia ia drincan;
- Altre sparute parole si incontrano sempre nell'Anthologia latina: baudus («signore, padrone»), vandalirice («re dei Vandali») e forse l'aggettivo abra («forte»); ritenuti vandalici in passato anche troulous (oggi considerato più probabilmente di derivazione greco-bizantina) e gardingos (in realtà, errata lectio di Asdingos);
- Indubbiamente più consistente è il patrimonio onomastico derivato da fonti scritte tradizionali ed epigrafi, nonostante, ad esempio, in Spagna si sia a conoscenza di pochi nomi propri di probabile origine vandalica: tre etnonimi (Vandali, Hasdingi, Silingi) e circa centoquaranta nomi di persona.[2][3]

## Fonetica e fonologia

### Vocali e vocalismo
In linea di massima, il vocalismo vandalico mostra un alto grado di conservatività nei confronti dell'antecedente germanico, come del resto il gotico.
Le vocali brevi germaniche tendono a mantenersi tali in vandalico, tranne la e:
- /a/ si mantiene intatta (es. arme);
- /e/ si mantiene solo nei casi in cui sia seguita da r, h o w (es. Beremut), altrimenti tende a passare e a chiudersi in i (es. Gibamundos);
- /i/ tende a mantenersi (es. drincan);
- /u/ tende a mantenersi (es. Gundericus), ma nella grafia greca è resa anche con o (es. Góntharis).

Anche le vocali lunghe germaniche tendono generalmente a mantenersi tali in vandalico:
- /eː/ tende a mantenersi, ma è incline a passare a i quando è accentata, cioè tonica, nei composti in cui forma il secondo elemento;
- /iː/ si mantiene sempre (es. Gaisericus);
- /oː/ tende a passare e a chiudersi in u (es. Vilimut);
- /uː/ si mantiene nell'unico esempio attestato, il nome femminile Guiliaruna.

Dittonghi:
- /ai/ rimane tale solo nelle attestazioni più antiche come tratto arcaico (es. Gaisericus), ma generalmente, nelle fasi più tarde e innovative, tende a passare a ei (come in eils) e addirittura a semplificarsi in e (es. Gelimer);
- /au/ passa a o (es. froia), mentre raramente si stringe in u (es. Ustriut);
- /eu/ rimane tale, è reso graficamente con -eu- (es. Theudo-) oppure -eo- (es. Theodoricus);
- /-ew-/ rimane tale, è reso graficamente con -eu- (es. Sigisteus) o -eo- (es. Oulitheos).[4]

### Consonanti e consonantismo
Anche per quanto concerne il consonantismo, si può notare che il vandalico ha la tendenza a preservare l'inventario fonematico consonantico ereditario, con sparute innovazioni e, per la maggior parte, tarde.
Le consonanti germaniche si mantengono immutate nel vandalico, tranne alcune:
- /b/ rimane tale (es. Gibalus), ma nella grafia greca Gibamoundos, siccome non c'è distinzione tra occlusiva bilabiale sonora e fricativa labiodentale sonora, la b potrebbe rappresentare una v, mentre nel nome tardo Sifila è comprovato l'avvenuto passaggio dell'originaria *b germanica a f, cioè un fenomeno di spirantizzazione e contemporaneo assordimento scritto alla maniera latina;
- /k/ nella scrittura latina è reso indistintamente con c, cc o k, mentre nella scrittura greca è reso con kh;
- /d/ rimane tale (es. drincan), ma alcune eccezioni sono rappresentate da Thrasamuns invece di Thrasamundus (rinvenuto sulla superficie di una moneta) e Hastingoi invece di Hasdingi (probabile errata lectio o variante causata dall'assordimento di d per effetto della s; da notare che la desinenza del plurale -oi è causata dall'influsso delle abitudini scrittorie desunte dal greco);
- /f/ rimane tale (es. froia), ma in un caso (il nome Raptos) il nesso -ft- viene reso alla maniera greca con -pt-;
- /ɡ/ rimane tale (es. Agisild);
- /h/ ha un comportamento tale da indurre ad ipotizzare che l'aspirazione non fosse più presente e funzionale, dal momento che a volte permane, forse come abitudine scrittoria arcaizzante, (es. Hasdingi), a volte scompare (es. eils);
- /j/ è reso graficamente con i (es. scapia), perciò il legamento palatale non è distinto graficamente dalla sua controparte vocalica;
- /l/ rimane tale (es. eils);
- /m/ rimane tale (es. matzia);
- /n/ rimane tale (es. drincan), ma in certi casi può cadere (es. scapia);
- /p/ rimane tale (es. sempre con scapia);
- /r/ rimane tale (es. Raginari);
- /s/ rimane tale (es. Godagis);
- /t/ rimane tale (es. Anduit), ma nel termine matzia l'originario nesso germanico -tj- è diventato -tz-, subendo un processo di intaccamento dell'occlusiva dentale sorda da parte del legamento palatale del tutto simile a quello occorso, ad esempio, in italiano, come ad esempio nella voce semidotta vizio derivata dal latino vitium;
- /θ/ spesso diventa t (es. Tanca) o d (es. Gunda), più raramente rimane tale (es. Thrasamundus);
- /ð/ spesso si assorda e diventa t se si trova in posizione finale di parola (es. Beremut) o d se si trova all'interno, cioè in posizione mediana di parola (es. Beremuda), ma talvolta è reso con th (es. Gamuth);
- /w/ spesso passa a v (es. Vandali) o è reso, alla maniera greca, con b (es. Bandiloi), a volte si mantiene trascritta come w (come in Wandali o Wandili), u (come in Sindiuult), ou (come in Trioua), ob (come in Obadus), mentre a volte è trascritta con gu (es. Guandalorum, genitivo di *Guandali);
- /wu-/ forse si semplifica in u (a patto che il nome Usclu derivi effettivamente da wunsk-ila);
- /z/  rimane tale (es. Gaisericus).[5]

## Morfologia
L'originale desinenza proto-germanica *-z usata per contrassegnare il nominativo maschile singolare nelle parti del discorso nominali (cioè nomi e aggettivi), che si perse presto nel germanico occidentale, viene conservata all'interno di alcune tramandate forme vandaliche con grafie quali -s o come parte della desinenza -x (occasionalmente trovata romanizzato in alcune attestazioni nominali come -us). Questa marca linguistica è molto probabilmente da considerarsi una caratteristica arcaica poiché viene progressivamente a mancare nella maggior parte delle parole, con la completa perdita registrata nei nomi ostrogoti a partire dal VI secolo.
Sulla falsariga del gotico, il vandalico non sembra avere il fenomeno della metafonia innescata da -i. Un esempio che ne dimostri l'assenza sono i nomi di persona composti che contengono l'elemento, molto frequente nell'onomastica germanica, *-ari (dal termine proto-germanico *harjaz "esercito"): Ari-arith, Ari-fridos, Gunt-ari, Ragin-ari sono da confrontare, ad esempio, con l'anglosassone here "armata, schiera", difatti quest'ultimo mostra che la *-a- mediana proto-germanica ha subito un innalzamento metafonetico e si è trasformata in -e-.
L'epiteto Vandalirice, significante "re dei Vandali", fornisce una possibile testimonianza di una desinenza genitivale plurale -e (da confrontare con la desinenza gotica -ē), sebbene riportata come i all'interno di tale forma. Al di fuori della branca orientale, le lingue germaniche antiche esibiscono invece un morfema -a (ritrovato, per citare due casi, nell'inglese antico e in norreno) oppure -o (riscontrabile nell'olandese antico e nell'alto-tedesco antico) come equivalenti di questa desinenza: a titolo di esempio, si confronti l'antico inglese Wendla con la possibile, ma non pervenutaci, forma vandalica *Vandali.
Alcuni elementi trovati all'interno dei nomi composti sono attestati in forme flesse: per esempio, il genitivo di *-rith, parola non giunta singolarmente, è attestato in rid-os.

## Influenze

### Da parte del latino
La lunga frequentazione del vandalico con il latino, iniziata durante la migrazione dei suoi locutori germanici e favorita anche dall'arruolamento e dal congedo di diversi mercenari vandali nelle schiere dell'esercito romano tardo-imperiale, culminò con la conquista del Nordafrica romano, con la sottomissione dei locutori latini. Nonostante il latino fosse la lingua ufficiale, complice anche la scarsa romanizzazione dei territori africani, notevole era la diffusione di idiomi come il greco e il nativo punico (come ricorda anche Agostino d'Ippona in un famoso passo), inoltre, come confermato dall'archeologia, la presenza di una consistente comunità ebraica induce a ipotizzare anche un certo uso di aramaico ed ebraico. Come in molti altri casi, una prova dell'influenza esercitata dal latino sul vandalico proviene dal settore onomastico. Per fare un esempio, alcuni nomi vandali mostrano elementi o suffissi latini o di derivazione latina, come in Maur-itta e Bictor-icus.

### Riferimenti bibliografici
1. 1 2  Fazzini 2014, p. 41.
2. ↑  Francovich Onesti 2002, pp. 133-137.
3. ↑  Fazzini 2014, p. 39.
4. ↑  Francovich Onesti 2002, pp. 195-197.
5. ↑  Francovich Onesti 2002, pp. 197-200.
6. ↑  Francovich Onesti 2002, pp. 35, 94.
7. ↑  Fazzini 2014, p. 37.
8. ↑  Francovich Onesti 2013, p. 179.

### Fonti secondarie